# Віллафранка-д'Асті
Віллафранка-д'Асті (італ. Villafranca d'Asti, п'єм. Vilafranca d'Ast) — муніципалітет в Італії, у регіоні П'ємонт,  провінція Асті.
Віллафранка-д'Асті розташована на відстані близько 500 км на північний захід від Рима, 32 км на південний схід від Турина, 14 км на захід від Асті.
Населення — 3145 осіб (2014).
Щорічний фестиваль відбувається 15 серпня. Покровителька — Богородиця Небовзята.

## Демографія
Населення за роками:

Станом на 1 січня 2023 року в муніципалітеті офіційно проживав 371 іноземець з 34 країн, серед них 162 громадяни країн Євросоюзу та 7 громадян України.

## Сусідні муніципалітети
- Бальдік'єрі-д'Асті
- Кантарана
- Кастеллеро
- Дузіно-Сан-Мікеле
- Маретто
- Монале
- Роатто
- Сан-Паоло-Сольбрито
- Тільйоле